# Franc Miglič
Franc Miglič, slovenski glasbenik in skladatelj, * 17. marec 1855, Stara Oselica, † 11. december 1925, Vrh sv. Treh Kraljev.

## Življenje in delo
Po opravljeni vojaški službi je vstopil v ljubljansko orglarsko šolo, ko jo je dokončal leta 1885. Kot organist je služboval: 20 let na Igu in 20 let pri Sv. Križu pri Litiji. Zložil je nekaj cerkvenih skladb, predvsem Missa pro defunctis (1887) in zbirko Marijinih pesmi pod naslovom Lurška Mati božja (1909) (COBISS). V Cerkvenem glasbeniku so izšle tri njegove skladbe: Asperges, Vidi aquam in Marijina. Nekaj skladb pa je zapustil v rokopisih.